# Negreni, Teleorman
Negreni este un sat în comuna Tătărăștii de Jos din județul Teleorman, Muntenia, România.